# Ordre militaire de Marie-Thérèse
L’ordre militaire de Marie-Thérèse (en allemand, « Militär-Maria Theresien-Orden », ou plus communément « österreichischer Militär-Maria-Theresien-Orden »), créé le 18 juin 1757 par l'impératrice Marie-Thérèse, est un ordre militaire autrichien.

## Historique
Ordre militaire fondé le 18 juin 1757, le jour de la bataille de Kolin, par l'impératrice Marie-Thérèse Ire, impératrice du Saint-Empire romain germanique, reine de Hongrie et de Bohême. Le premier nommé devient ainsi Leopold Joseph von Daun.

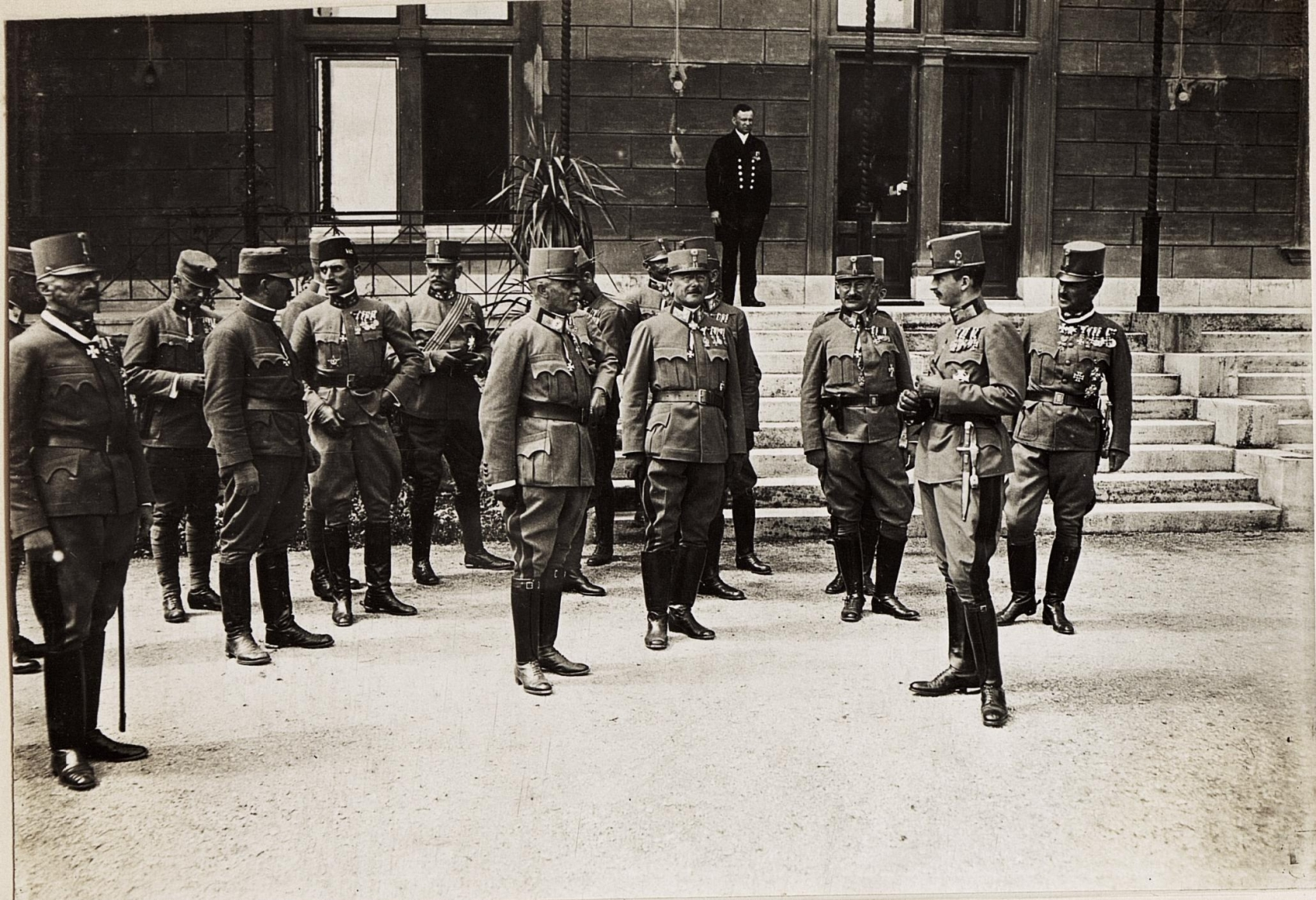
Remise de l'ordre le 17 août 1917.

Le dernier titulaire de l’ordre, Gottfried von Banfield, un aviateur naval de la Première Guerre mondiale est nommé le 17 août 1917. L'ordre reste jusqu'en 1918 la plus haute décoration militaire autrichienne. En 1938, le régent hongrois Miklós Horthy tente de renouveler l’ordre, bien que, selon les statuts, celui-ci est réservé au « gouverneur de l’Erzhaus Österreich ». Cependant, l’Ordre de ce titre n’est décerné qu’une seule fois, en janvier 1944 au général de division Kornél Oszlányi.

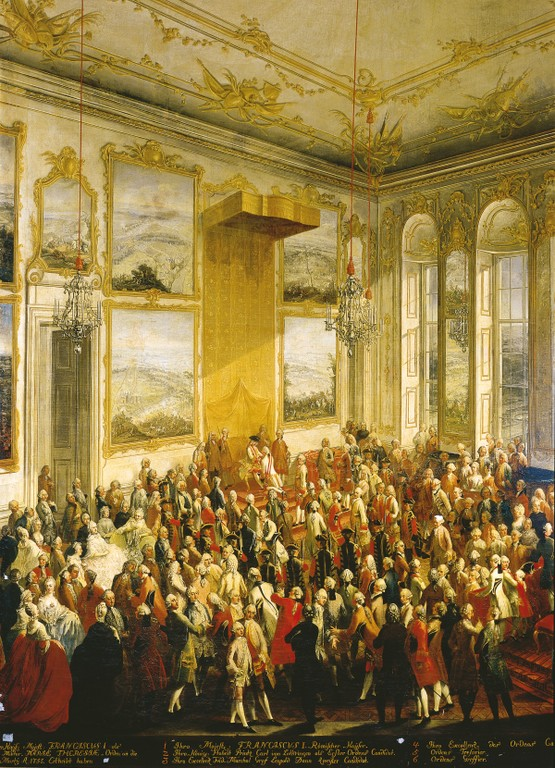
La première cérémonie de l'ordre de Marie-Thérèse, 1758, peinture à l'huile, atelier de Martin van Meytens.

## Insignes et grades
L'ordre de Marie-Thérèse comprenait trois classes :
- Chevalier (Ritter) : insigne de l'ordre attaché à un ruban porté à gauche sur la poitrine.
- Commandeur (Kommandeur) : insigne porté en sautoir au col
- Grand-Croix (Großkreuz) : insigne attaché à une écharpe rouge-blanc-rouge passée de l'épaule droite à la hanche gauche, ainsi qu'une plaque portée à gauche sur la poitrine.

| Ruban porté sur les uniformes militaires | Ruban porté sur les uniformes militaires | Ruban porté sur les uniformes militaires |
| ---------------------------------------- | ---------------------------------------- | ---------------------------------------- |
| Chevalier                                | Commandeur                               | Grand-croix                              |